# Allophylus amazonicus
Allophylus amazonicus är en kinesträdsväxtart som först beskrevs av C. Martius, och fick sitt nu gällande namn av Ludwig Radlkofer. Allophylus amazonicus ingår i släktet Allophylus och familjen kinesträdsväxter. Utöver nominatformen finns också underarten A. a. angustifolius.